# 장수 만취정
만취정은 대한민국 전북특별자치도 장수군 번암면 죽산리에 있는 건축물이다. 2017년 11월 17일 장수군의 향토문화유산 제14호로 지정되었다.

## 개요
만취정은 1929년에 만취 주낙필이 창건하여 선비들의 독서당과 소요처로 사용했다고 한다. 만취정은 최근 중수하여 보존상태가 양호하다.